# 어긋낸 수

1991년 디자인된 글꼴인 호플러 텍스트는 어긋낸 수를 사용한다.

어긋낸 수(text figure)는 텍스트의 일반적인 라인과 유사한 방식으로 다양한 높이로 디자인된 숫자이다. 대문자와 높이가 같은 안감 도형(타이틀링 또는 모던 도형)과 대조된다. 조지아(Georgia)는 기본적으로 어긋낸 수를 사용하는 인기 있는 서체의 예이다.

## 같이 보기
- 아라비아 숫자